# Paradentalina
Paradentalina es un género de foraminífero bentónico considerado un sinónimo posterior de Enantiodentalina
de la subfamilia Nodosariinae, de la familia Nodosariidae, de la superfamilia Nodosarioidea y del orden Lagenida. Su especie-tipo era Enantiodentalina muraii. Su rango cronoestratigráfico abarcaba el Holoceno.

## Clasificación
Paradentalina incluía a las siguientes especies:
- Paradentalina ballenaensis
- Paradentalina caribbeana
- Paradentalina muraii
- Paradentalina uniserialis